# Дехлавия (противотанковый ракетный комплекс)
«Дехлавия» (перс. دهلاويه‎, англ. Dehlaviyeh, по названию иранской деревни) — иранский противотанковый ракетный комплекс, копия ПТРК «Корнет». Имеет схожие с прототипом характеристики: дальность полёта, лазерно-лучевую систему наведения, тандемную кумулятивную боевую часть, скорость полёта, однако пока без системы ночного тепловизионного прицела. Комплекс производится серийно с июля 2012 года промышленной группой «Йа Махди», входящей в Организацию аэрокосмической промышленности Ирана. Ракета хранится в ТПК.
Новый ПТРК был назван в честь деревни в шахрестане Дешт-э-Азадеган провинции Хузестан, в которой, среди прочего, был убит первый министр обороны Исламской республики М. Чамран.

## Операторы
- Ирак — на вооружении сил народной мобилизации[1]
- Иран[2][3]
- Йемен — на вооружении хуситов[1]
- Палестина — на вооружении военного крыла ХАМАС, бригад «Изз ад-Дин аль-Кассам»[1]
- Ливан - На вооружении организации Хезболла